# Midi Achmat
Taghmeda Achmat, conocida como Midi Achmat, (1964) es una activista lesbiana sudafricana, una de las más conocidas de su país. Cofundó con su socia y pareja, la activista Theresa Raizenberg, la campaña Treatment Action Campaign (TAC) para que se implementara un programa de prevención del VIH, el 10 de diciembre de 1998.

## Trayectoria
Achmat procede de una familia de activistas malayos contra el apartheid del Cabo y es miembro de la comunidad mestiza del Cabo. Su hermano Zackie es activista y cineasta. Achmat conoció a su pareja Theresa Raizenberg en 1986, cuando eran adolescentes y se volvieron miembros activas de la comunidad LGBT de Ciudad del Cabo.
Junto a su hermano Zackie y Raizenberg formaron parte de un grupo que cofundó la Asociación de Bisexuales, Gays y Lesbianas (ABIGALE), dirigida por negros, que organizó la Marcha del Orgullo de Johannesburgo en 1992. Tanto ella como su hermano fueron condenados al ostracismo por su familia después de declararse homosexuales. Además de ABIGALE, Achmat cofundó la Coalición Nacional de Igualdad de Lesbianas y Gays y el Festival de Cine de Gays y Lesbianas de Ciudad del Cabo.
Ha defendido la implantación de programas de prevención de la infección por VIH en Sudáfrica y la mejora del acceso a la atención sanitaria para los seropositivos. Dirigió el programa de desobediencia civil TAC para presionar al gobierno sudafricano para que implementara un programa de prevención del VIH. Fue detenida en 2003 mientras protestaba en la comisaría de policía de Caledon Square.
Achmat ha permanecido activa en la comunidad LGBT sudafricana y ha colaborado con varias revistas académicas, además de con investigadores y activistas internacionales. Realizó su tesis de licenciatura en la Universidad del Cabo Occidental sobre las dificultades a las que se enfrentan las mujeres musulmanas en la comunidad LGBT y posteriormente fundó 'Unveiling the Hijab', un grupo de Facebook para mujeres musulmanas queer, aunque personalmente ya no practica el Islam.
En 2007, la película de Achmat A Normal Daughter, que seguía la historia de la vida de una drag queen llamada Kewpie, se estrenó en el Festival de Cine Gay y Lésbico en Triangle y Stratos Television.

## Reconocimientos
En 2003, Achmat, Raizenberg y la activista intersexual Sally Gross recibieron conjuntamente el Premio Comunitario Galactic/Allison Masters por sus contribuciones a la comunidad LGBT.